# Romald Bulfinsky
Romald Bulfinsky (n. 22 noiembrie 1878, Craiova - d. 13 ianuarie 1953, București) a fost un actor român.
A fost căsătorit cu actrița Maria Ciucurescu

## Biografie
Studii gimnaziale în orașul natal. Liceul la Brăila (1900), unde joacă în formația Societății literare locale.
Debutează în anul 1902 pe scena de Teatrului Național din Craiova (rol Banul Miked - "Vlaicu Vodă" de Alexandru Davila). 
În 1906 este invitat la Teatrul Național din Iași unde, după un an, devine societar. Între 1909-1912 interpretează o serie de drame în trupa lui Alexandru Davila. Revine apoi la Teatrul din Craiova pentru ca, în final, din 1913, să se angajeze la Teatrul Național din București unde, încă de la început, este numit societar. 
Rămîne aici pînă în 1927 cînd demisionează și, împreună cu Mișu Fotino, își încearcă norocul într-o companie dramatică la Teatrul Mic (1927 – 1928). După scurt timp se reîntoarce la Național continuînd seria succeselor. 
Încearcă din nou o pasageră ședere la Teatrul Ventura și, din nou, în 1931, la Teatrul Național București.
Se pensionează în 1936 dar continuă să joace la teatrele particulare sub direcția de scenă a lui Sică Alexandrescu.
A îndeplinit cu delegație, alături de Remus Comăneanu, funcția de director al Teatrului Național din Craiova în perioada 27 februarie 1947 – 1948.
A fost un membru de vază al Masoneriei Române.
A decedat în 1953 și a fost înmormântat în Cimitirul Bellu.

## Activitate masonică
- 1928 – numit Maestru venerabil al lojii Meșterul Manole nr. 3 din București.
- 1928 – 1929 – numit Mare Capelan al marii Loji Naționale din România.
- La 17 februarie 1929 participă la instalarea Marelui patron al Francmasoneriei Române, Constantin Argetoianu. Avea gradul 18 și era membru în Consiliul Marii Loji.
- 1936 – ales membru al lojii capitulare Sfîntul Gheorghe din București.
- 1937 – ales Mare Maestru de Ceremonii al Marii Loji Naționale din România.
- 1937 – participă la întîlnirea de la București cu marele Maestru al marii Loji din Franța, Jaques Marechal.
- 1944 – redeșteptat.
- 1946 – expert al lojii Meșterul Manole.
- 15 septembrie 1947 – participă la ședința masonică care-l împuternicește pe Nubar Bohceli să reprezinte masoneria română la Conferința de la Washington.

## Roluri în teatru (selectiv)
- Sir Toby ("A douăsprezecea noapte"),
- Petruchio (Îmblânzirea scorpiei "),
- Falstaff (" Nevestele vesele din Windsor")

## Roluri în film
- Oțelul răzbună (1913)
- Manasse (1924)
- Drumul iertării (1927)
- Focuri sub zăpadă (1942)